# Рачинский, Андрей Андреевич
Андрей Андреевич Рачинский (укр. Андрі́й Андрі́йович Рачи́нський; около 1729, Августов, Белзское воеводство, Речь Посполитая — около 1799 или начало XIX века, Новгород-Северский, Новгород-Северское наместничество, Российская империя) — украинский музыкант, композитор.

## Биография
Андрей Рачинский принадлежал к шляхетскому роду из Подляшья, герба Ястршембец. Он родился примерно в 1729 году в городе Августов (территория Короны в составе Речи Посполитой), получил образование во Львове и там примерно в начале 1750-х годов в течение трёх лет был регентом епископской капеллы. В 1753 году Рачинский переехал на территорию Гетманщины, подвластную Российской империи. Он стал регентом капеллы гетмана, Кирилла Разумовского, некоторое время находился при дворе императора Петра III в Санкт-Петербурге в качестве камер-музыканта (1762). Разумовский наградил Рачинского за службу рядом чинов: в 1763 году сделал его сотником, в 1780 — бунчуковым товарищем. В 1781—1796 годах Рачинский возглавлял верховный суд в Новгороде-Северском и в этом качестве показал себя как справедливый судья.
Главная заслуга Андрея Рачинского в том, что он первым из украинских композиторов ввёл в православный обиход передовую итальянскую музыку своей эпохи; это имело большое влияние на развитие русской духовной музыки. Имя Рачинского связано с Глуховской школой, из которой вышли выдающиеся композиторы Дмитрий Бортнянский и Максим Березовский. Произведения Рачинского были широко известны не только на Украине, но и в остальной части Российской империи; самое известное из них — концерт «Радуйтесь Богу, помощнику нашему».

## Семья
Андрей Рачинский был женат на Марине Ивановне Яворской. В этом браке родились четверо детей, в том числе сын Гавриил — тоже выдающийся музыкант и композитор.